# ヤン・ファン・デ・フェルデ
ヤン・ファン・デ・フェルデ（Jan van de Velde、ラテン語名: Veldiusとも、1593年 - 1641年10月24日（葬礼日））はオランダ黄金時代の画家、版画家の一人である。ハールレムで多くの版画を出版したことで知られる。

## 略歴
ロッテルダムかデルフトで生まれた。父親のヤン・ファン・デ・フェルデ(Jan van de Velde: 1568-1623)はアントウェルペン出身の書道家（カリグラファー）で主にロッテルダムで働いた人物で、息子のヤン・ヤンスゾーン・ファン・デ・フェルデ(Jan Jansz. van de Velde: 1620-1662)も静物画家として知られている。父親や息子と区別するために「ヤン・ファン・デ・フェルデ2世」と呼ぶこともある。 風俗画、風景画を描いたエサイアス・ファン・デ・フェルデ(Esaias van de Velde: 1587-1630)は従兄であるとされる。
ハールレムの版画家、ヤーコプ・マータム(Jacob Matham: 1571-1631)の弟子になり、1614年にハールレムの聖ルカ組合の会員になった。1618年にはエンクホイゼンで働いていたが1626年にはハールレムで働いていて、ハールレムのカルヴァン派の教会に属していた。1636年から1641年には再びエンクホイゼンで働いた。ドイツのクレーヴェやデューレンまで旅して風家画を描いたとされる。
冬景色などの風景画や宗教画、風俗画、農民を描いた人物画、建物の外観や内部の絵などを描いた。とされる。多くの版画を残したことで知られ、画家としても活動したが、ヤン・ファン・デ・フェルデの作品と確定されている絵画作品は少ない。ハールレムで最も評価の高い版画家になり、1617年までに100点以上の版画を制作した。キャリアの後半にはハールレムの風景画家の作品を版画にした。
版画家のウィレム・アケルスルート(Willem Outgertsz. Akersloot: 1600-1651)や Cornelis Goutsbloem、 Cornelis van Kittensteynといった弟子がいた。

## 作品

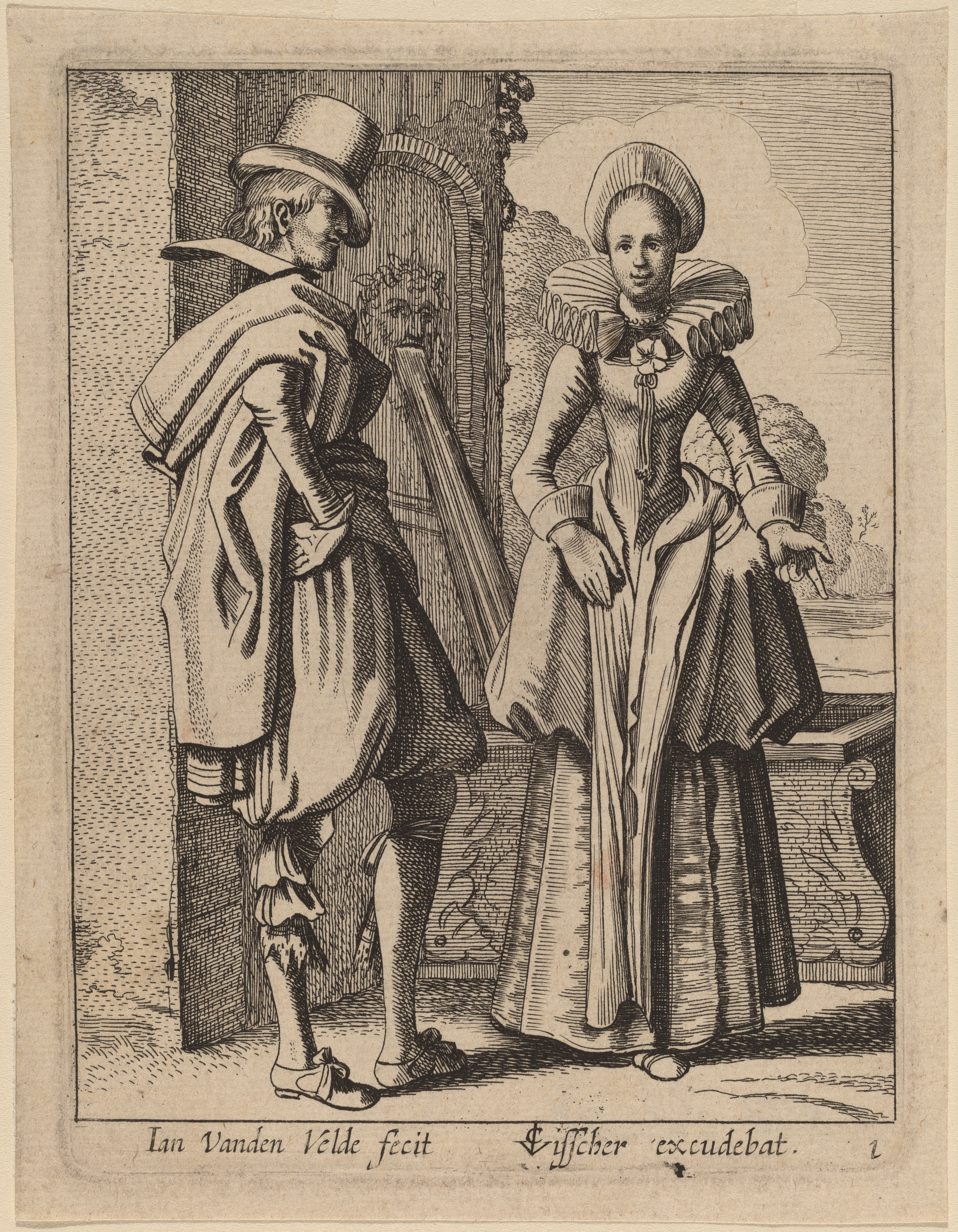
着飾った2人の人物
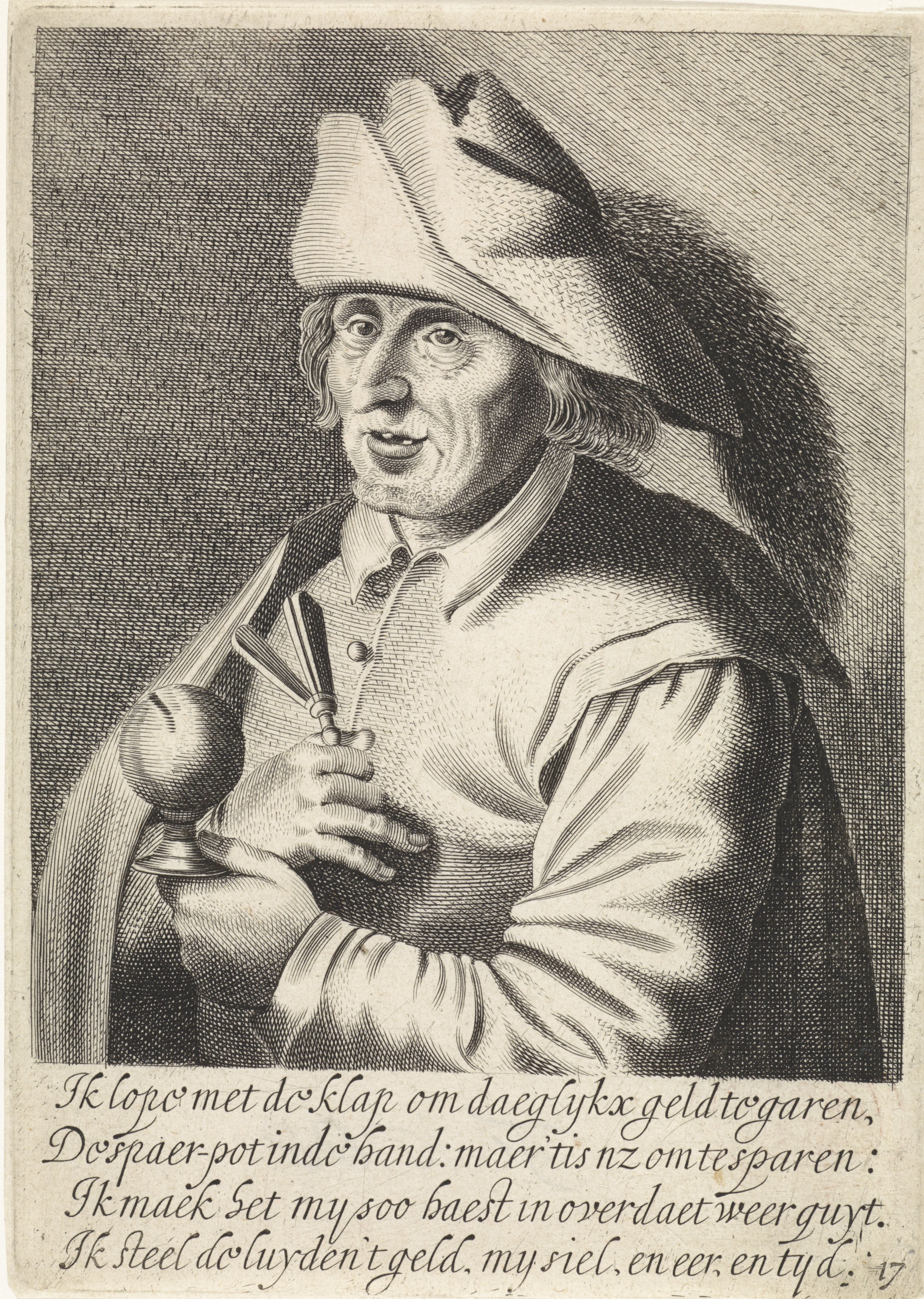
寓意画
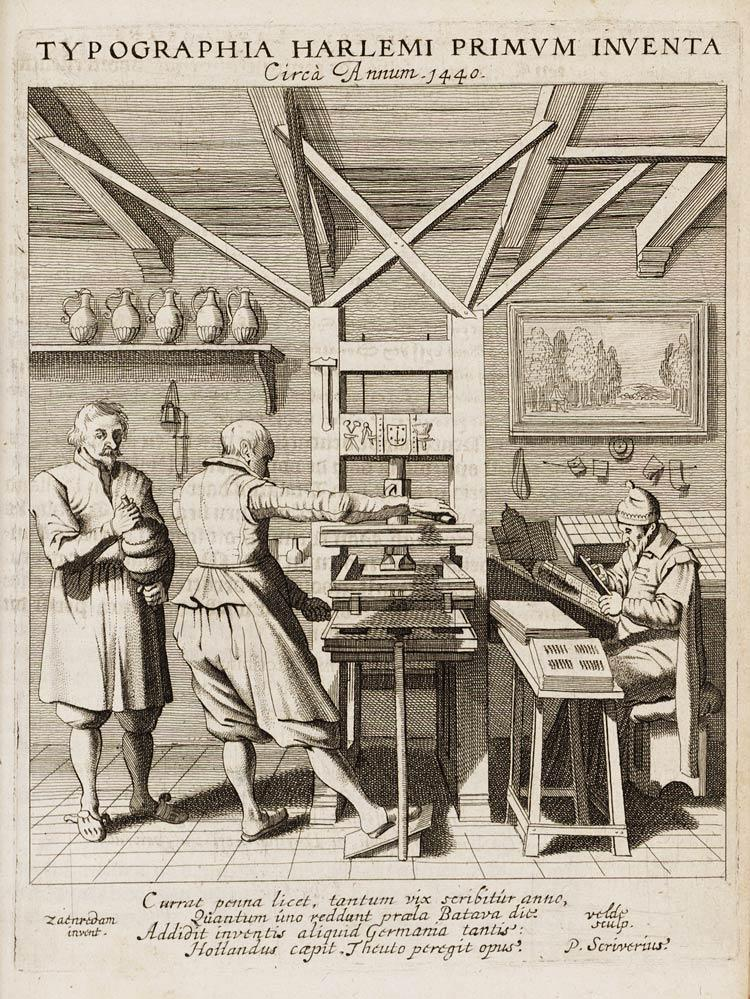
印刷工房、原画はピーテル・ヤンスゾーン・サーンレダム
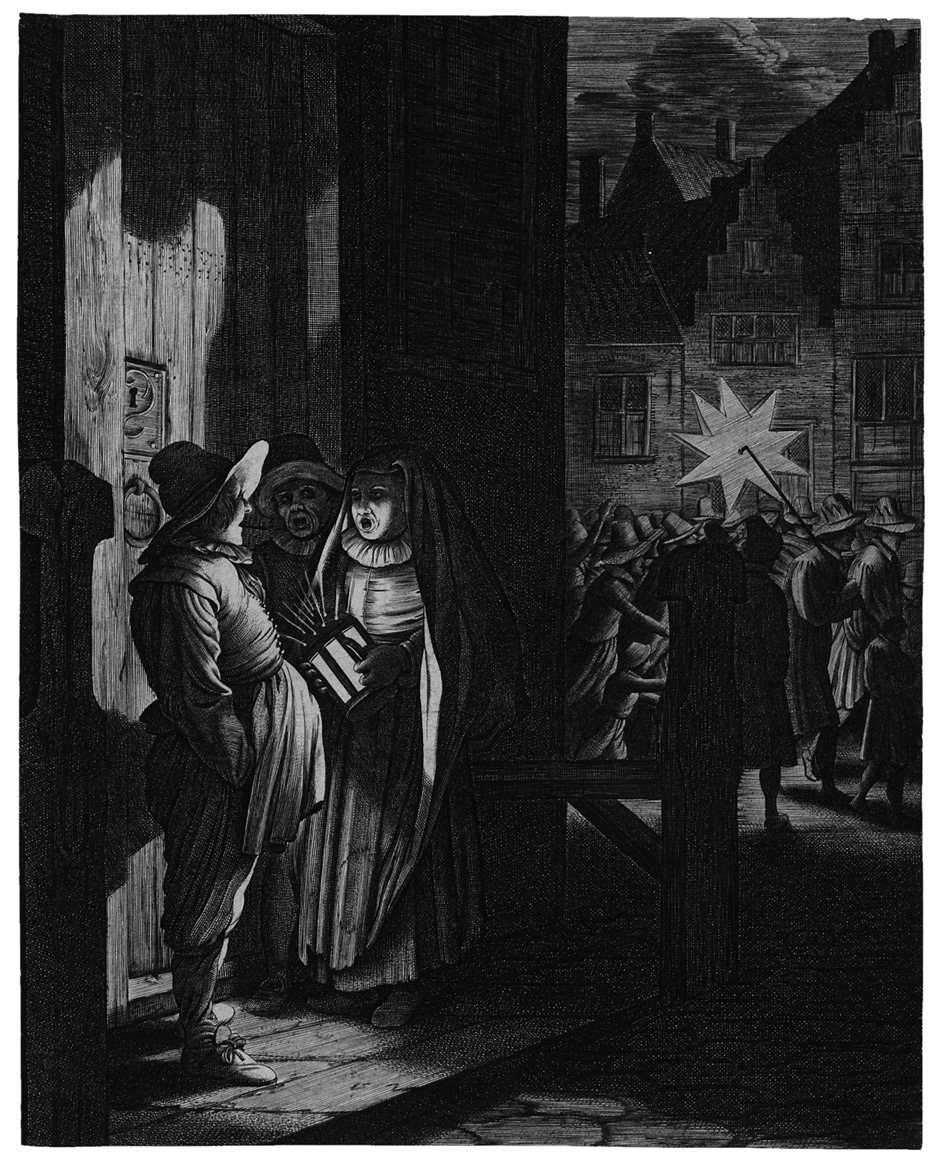
公現祭の夜、原画はピーテル・デ・モライン

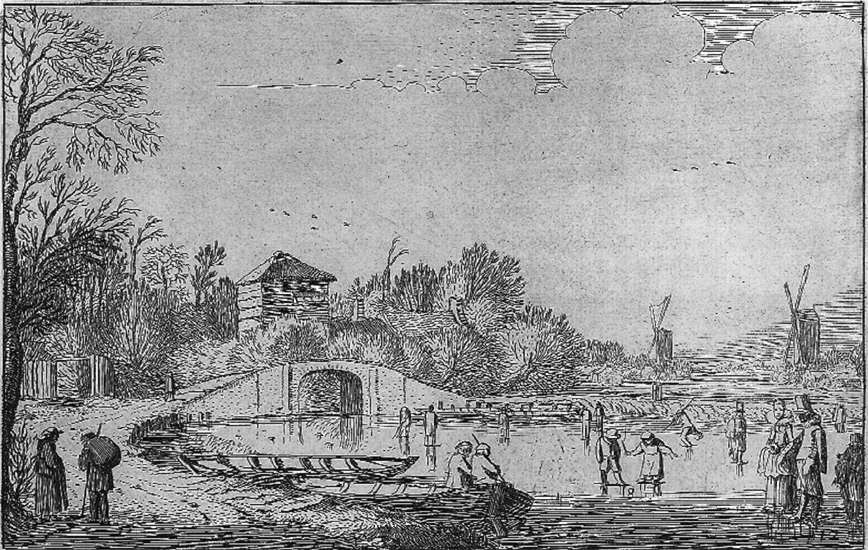
凍った川でスケートする人々(1616) アムステルダム国立美術館蔵
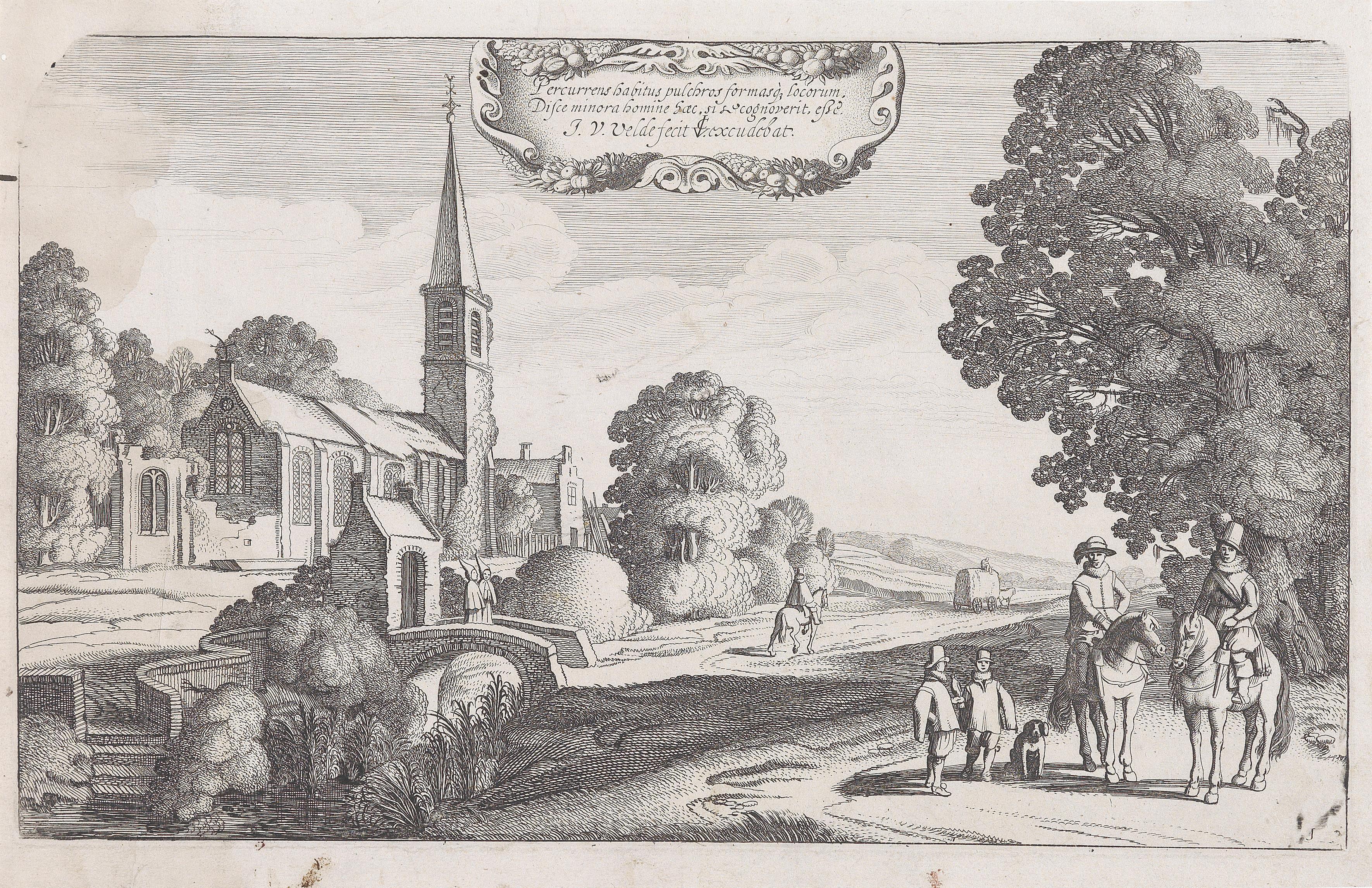
教会の側の田舎道(c.1620)、原画はエサイアス・ファン・デ・フェルデ
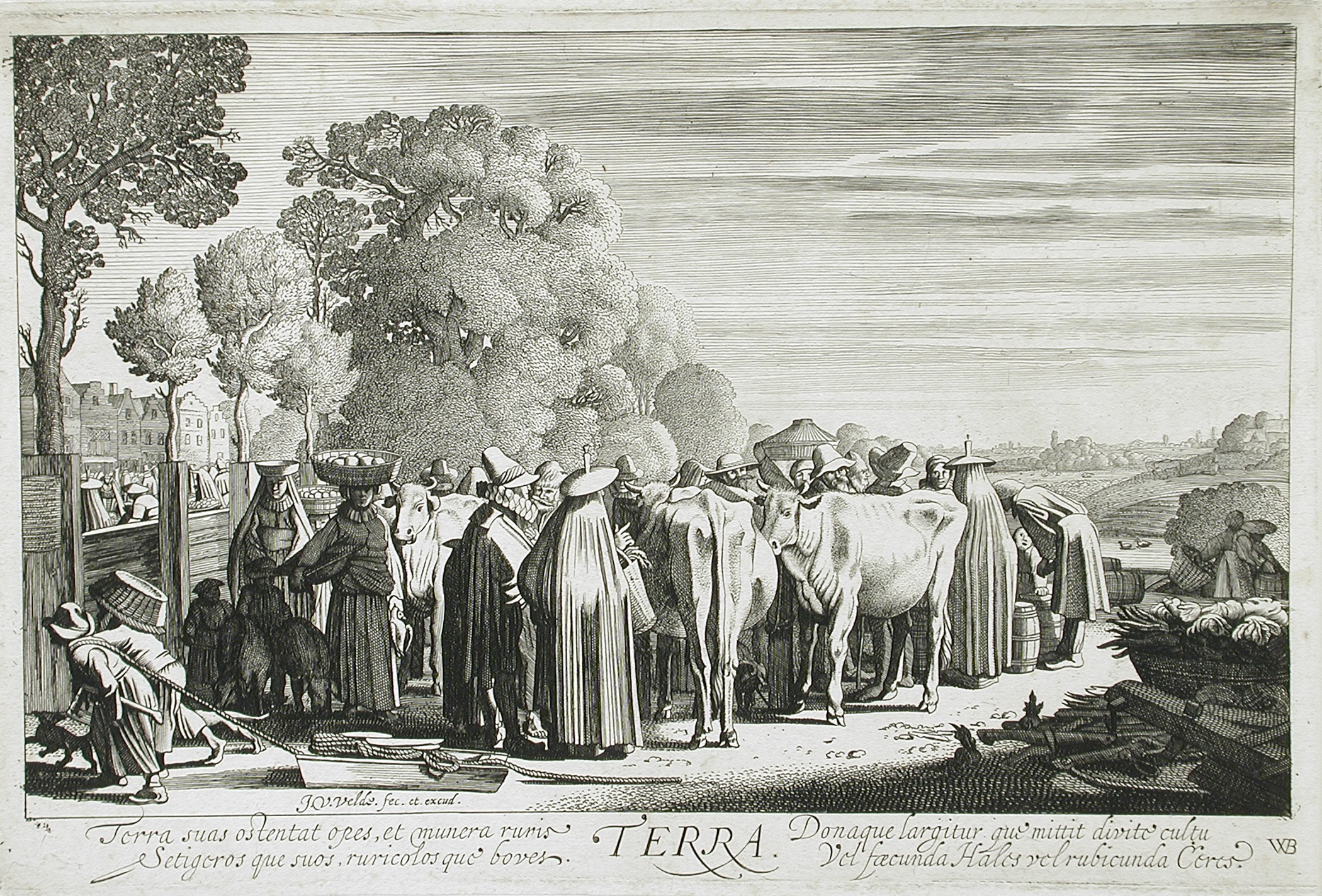
"Terra"(c.1622) ロサンゼルス・カウンティ美術館蔵